# 日本基督教団四谷新生教会
日本基督教団四谷新生教会（にほんきりすときょうだんよつやしんせせいきょうかい）は、東京都新宿区にある日本基督教団の教会である。

## 沿革
1891年に築地の宣教師館で生まれたべ夕ニア教会(田村町教会) と1895年に小石川に生まれたインマヌエル教会(春日町教会)が前身。
元バプテスト派の教会であった両教会は大戦中の1945年、東京大空襲により礼拝堂を焼失。1951年に合同して四谷新生教会を設立した。
翌1952年には、教会付属の四谷新生幼稚園を設立した。

## 歴代主任牧師
- 初代:友井楨(1950年-1962年)
- 初代:菅谷仁(1951年‐1952年)
- 第2代:甲原一(1962年-1975年)
- 第3代:高橋昭二(1975年-1993年)
- 第4代:小栗献(1993年-2001年)
- 代務者:平良愛香(2001年‐2002年)
- 第5代:薛　恩峰(2002年‐2007年)
- 代務者:小栗善忠(2007年‐2008年)
- 代務者:山鹿文子(2008年‐2010年)
- 第6代:小林護(2010年-2012年)
- 第7代:的場惠美子(2012年-2020年)
- 代務者:古賀博(2020年-2021年)
- 第8代:滝澤貢(2021年-）

## 所在地
- 〒160－0004　　東京都新宿区四谷1－14

## 交通アクセス
- JR・東京メトロ四ツ谷駅下車